# Teatro Carlo Felice

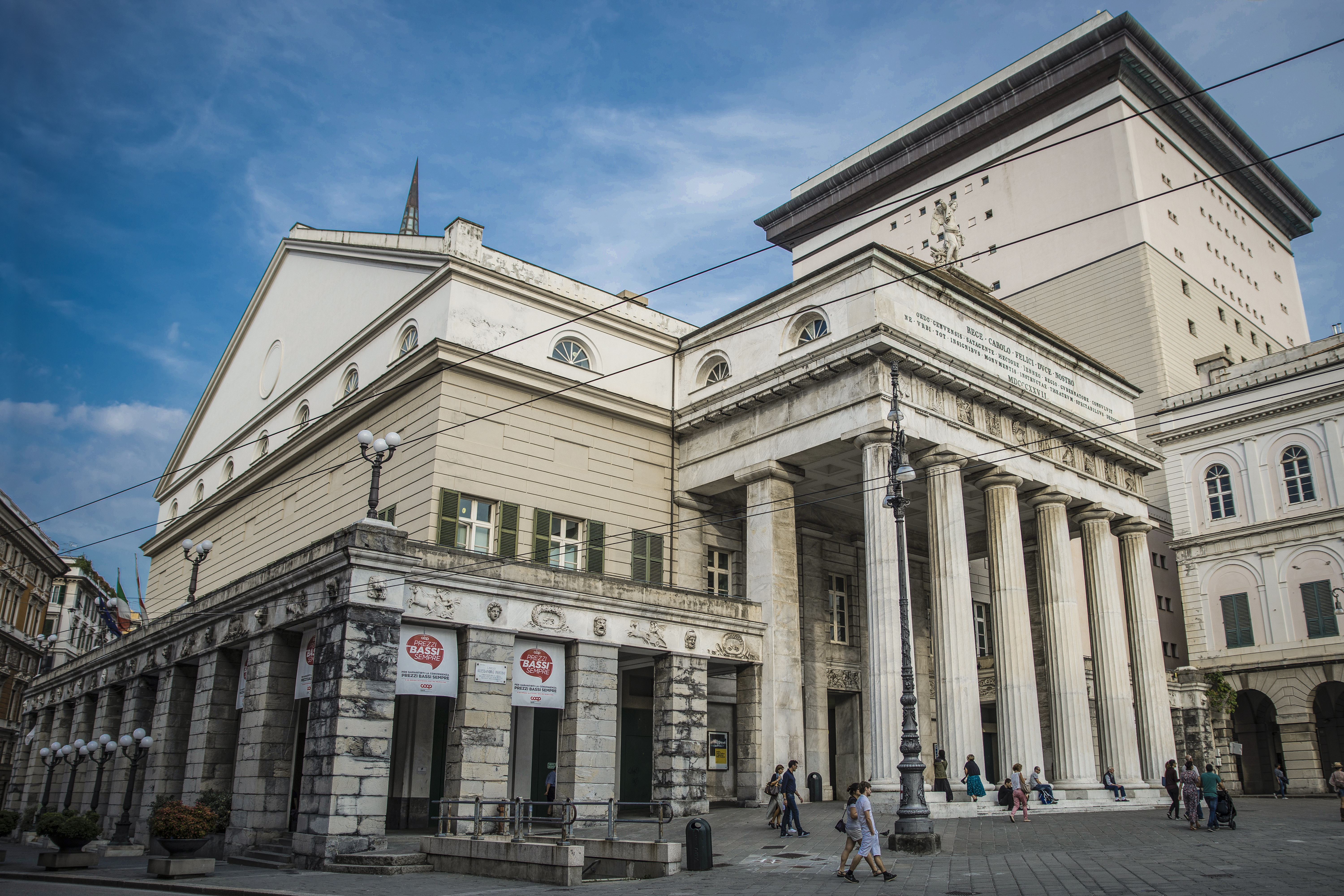
Teatro Carlo Felice

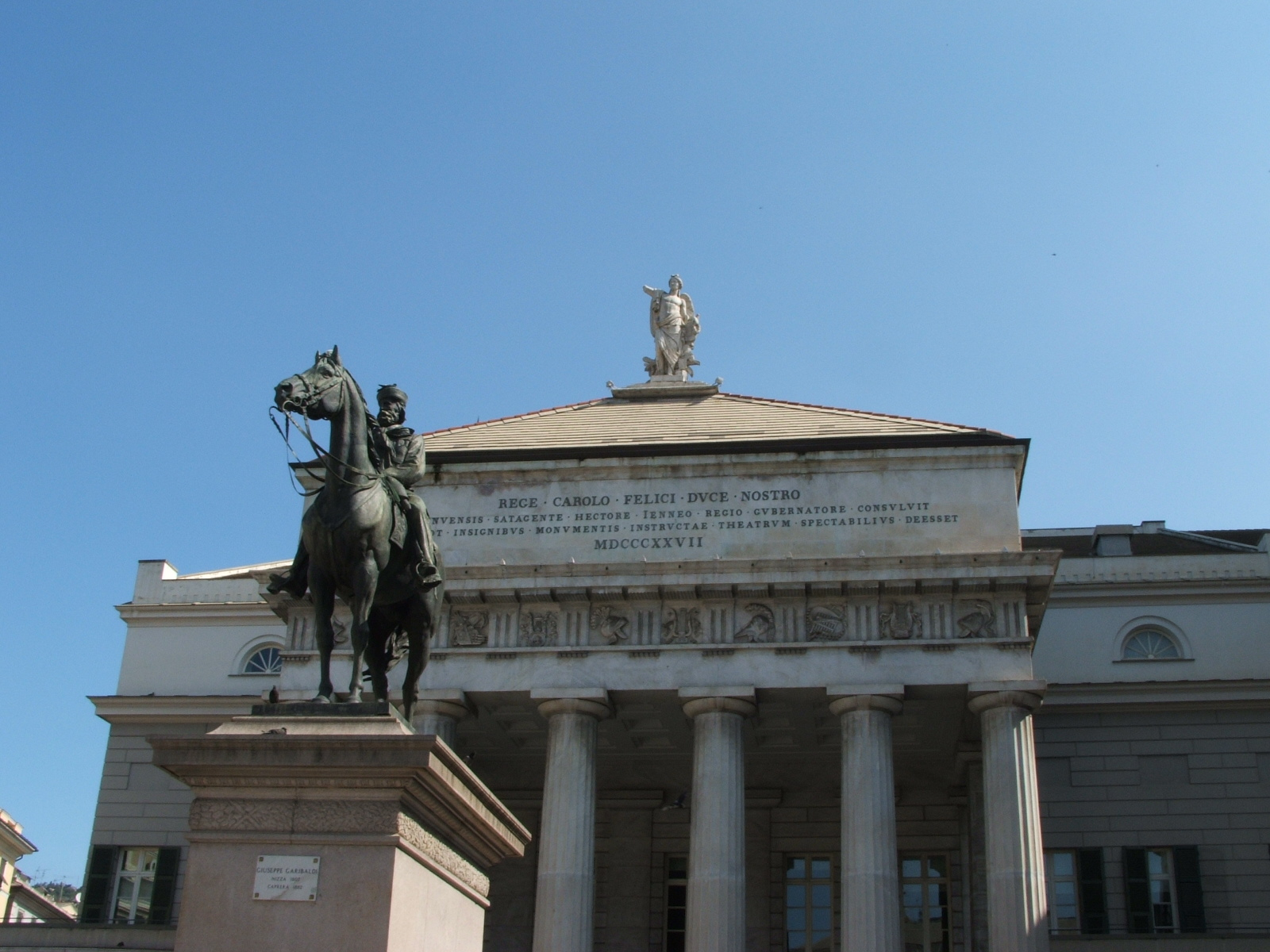
Haupteingang mit der Reiterstatue Giuseppe Garibaldis

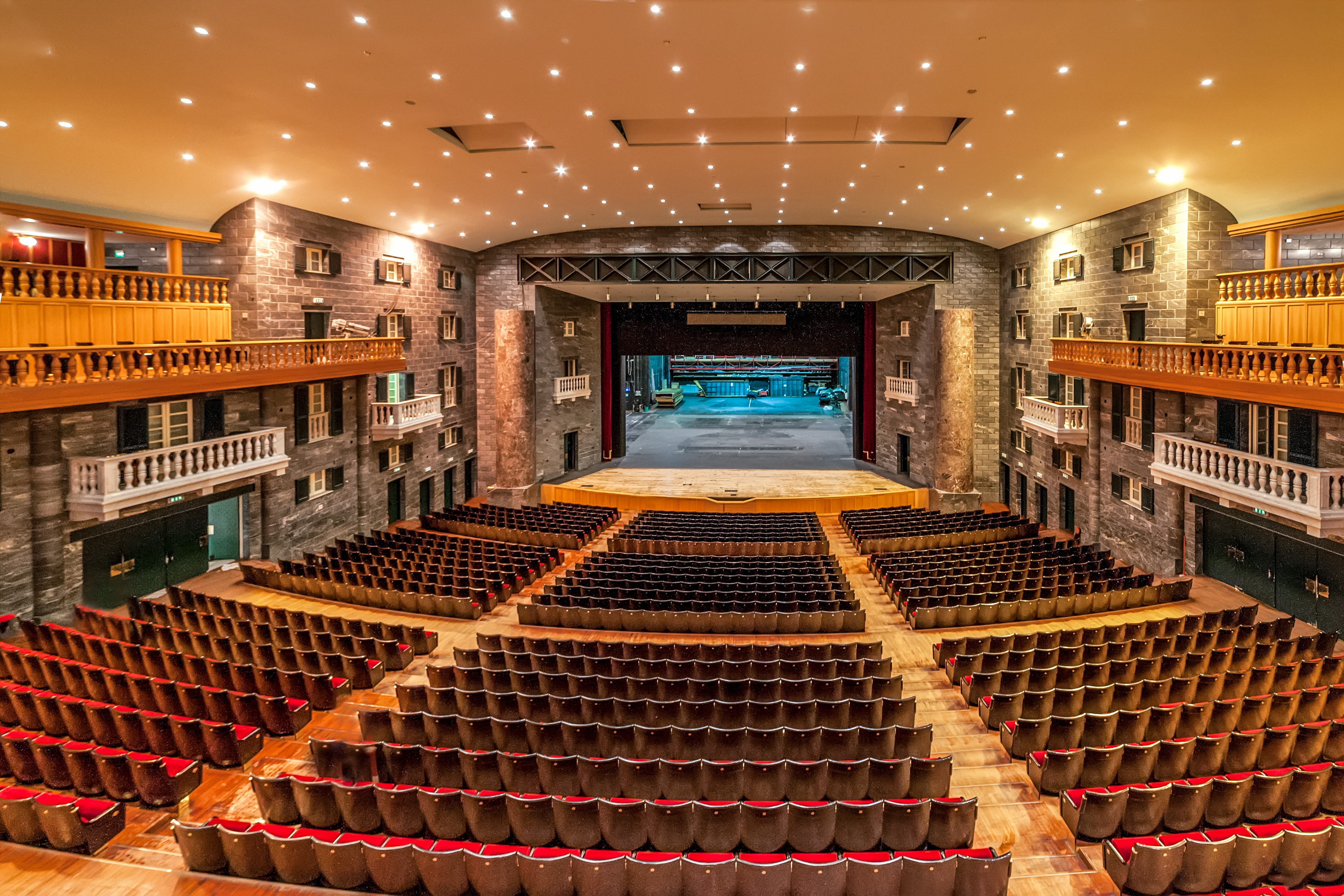
Das Parkett, die Logen und die Bühne des Teatro Carlo Felice.

Das Teatro Carlo Felice ist das wichtigste Opernhaus in der italienischen Stadt Genua. Das Haus ist auf nationaler Ebene bekannt und gehört mit seinem Programm, welches Opern, Ballette, Sinfonien, aber auch Vorträge und weitere Veranstaltungen umfasst, zu den besten Italiens.
Das Teatro ist an der zentralen Piazza De Ferrari gelegen, und somit im Mittelpunkt der Stadt selbst. Vor den Säulen des Haupteingangs befindet sich das Reiterdenkmal des italienischen Generals und Nationalhelden Giuseppe Garibaldi.
Generalintendant des Hauses ist Gennaro Di Benedetto.

## Geschichte
Am 24. Dezember 1824 wurde beschlossen, in Genua ein Opernhaus zu errichten und es nach dem Herzog Carlo Felice zu benennen. Am 31. Januar 1825 reichte der genuesische Architekt Carlo Barabino sein Projekt für das Opernhaus ein. Der Grundstein wurde am 19. März 1826 auf dem Grund der abgerissenen Dominikanerkirche San Domenico gelegt.
Mit Vincenzo Bellinis Oper Bianca e Fernando wurde am 7. April 1828 die Eröffnung des Opernhauses feierlich begangen, obwohl die Arbeiten an der Struktur und Dekoration zu dem Zeitpunkt noch nicht abgeschlossen waren. Das Auditorium bot mit seinen fünf Rängen, mit jeweils 33 Logen, einer Galerie und einem Stehbereich im Orchestergraben, Platz für 2.500 Gäste. Die Akustik des Raumes wurde als eine der Besten der Zeit angesehen. Am 30. Mai 1865 wurde an diesem Haus die Oper Amleto von Arrigo Boito (Libretto) und Franco Faccio (Komposition) uraufgeführt, mit großem Erfolg. Diese Oper wurde allerdings in der Folge vergessen und erst 2014 in den Vereinigten Staaten erneut aufgeführt.
Im Jahr 1892 wurde anlässlich der Kolumbusfeierlichkeiten zum vierhundertsten Jahrestag der Entdeckung Amerikas das Teatro Carlo Felice renoviert und neu dekoriert. Giuseppe Verdi wurde gebeten, zu diesem Anlass eine Oper zu komponieren. Obwohl er seit 1853 nahezu 40 Jahre jeden Winter in Genua verbracht hatte, war seine Bindung an das Opernhaus eher gering. Daher lehnte er mit Verweis auf sein hohes Alter das Angebot ab und schlug stattdessen vor, die Festoper von Alberto Franchetti komponieren zu lassen, der mit Cristoforo Colombo seinen zweiten Welterfolg präsentierte.
Zwischen 1859 und 1934 wurde der Saal mehrmals umgebaut, behielt seinen Charakter jedoch bis zum 9. Februar 1941 bei, als eine Granate eines britischen Kriegsschiffs das Dach des Auditoriums traf und dabei den wertvollen Rokoko-Dachhimmel zerstörte. Das größte Kunstwerk der Deckendekoration aus dem 19. Jahrhundert bildete ein in hellem Hochrelief gemalter weiter Engelskreis mit Cherubinen und anderen Engelswesen.
Weitere Schäden wurden am 5. August 1943 durch Brandbomben an den Seitenbühnen und am Fundus verursacht. Bei darauffolgenden Plünderungen wurde ein Großteil der Metallstruktur des beschädigten Hintergebäudes entwendet. Im September 1944 wurde bei Fliegerangriffen schließlich die Front des Opernhauses zerstört. Übrig blieben die dachlosen Seitenwände mit den Logengängen. Nach der Zerstörung wurde vorübergehend im heute aufgelassenen Cinema Teatro Margherita gespielt.
Nach Kriegsende wurde mit dem Wiederaufbau des Opernhauses begonnen. Das erste Projekt von Paolo Antonio Chessa wurde 1951 abgelehnt; der Projektvorschlag von Carlo Scarpa wurde 1977 zwar angenommen, seine Umsetzung jedoch durch den frühzeitigen Tod des Architekten verhindert. Sein heutiges Antlitz verdankt das Haus Aldo Rossi, der die historische Fassade wiederherstellte, jedoch den Innenraum komplett modernisierte. Das Teatro Carlo Felice wurde im Juni 1991 mit Verdis Il trovatore wiedereröffnet und verfügt heute über einen Hauptsaal mit 2.000 Sitzen und ein kleineres Auditorium, welches 200 Besuchern Platz bietet.